# Carl Bargheer

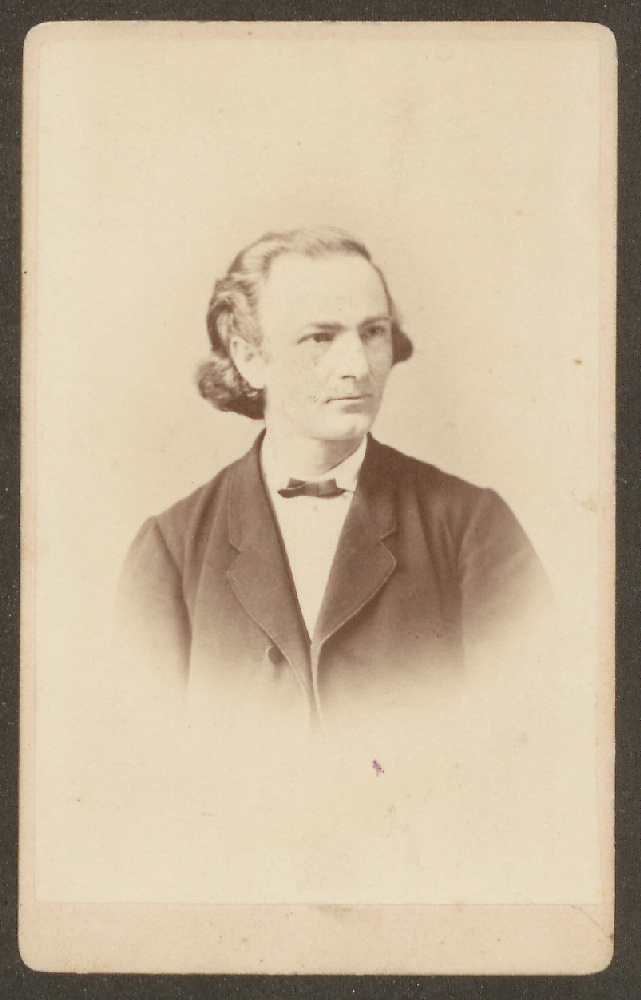
Carl Louis Bargheer, um 1855

Carl Louis Bargheer (* 31. Dezember 1831 in Bückeburg; † 19. Mai 1902 in Hamburg) war ein deutscher Geiger, Kapellmeister, Komponist und Geigenlehrer. Er war unter anderem Schüler von Louis Spohr und mit Johannes Brahms befreundet. Seit 1864 Hofkapellmeister in Detmold, ging er 1876 nach Hamburg als Konzertmeister der Philharmonischen Gesellschaft und Lehrer am Konservatorium.

## Leben

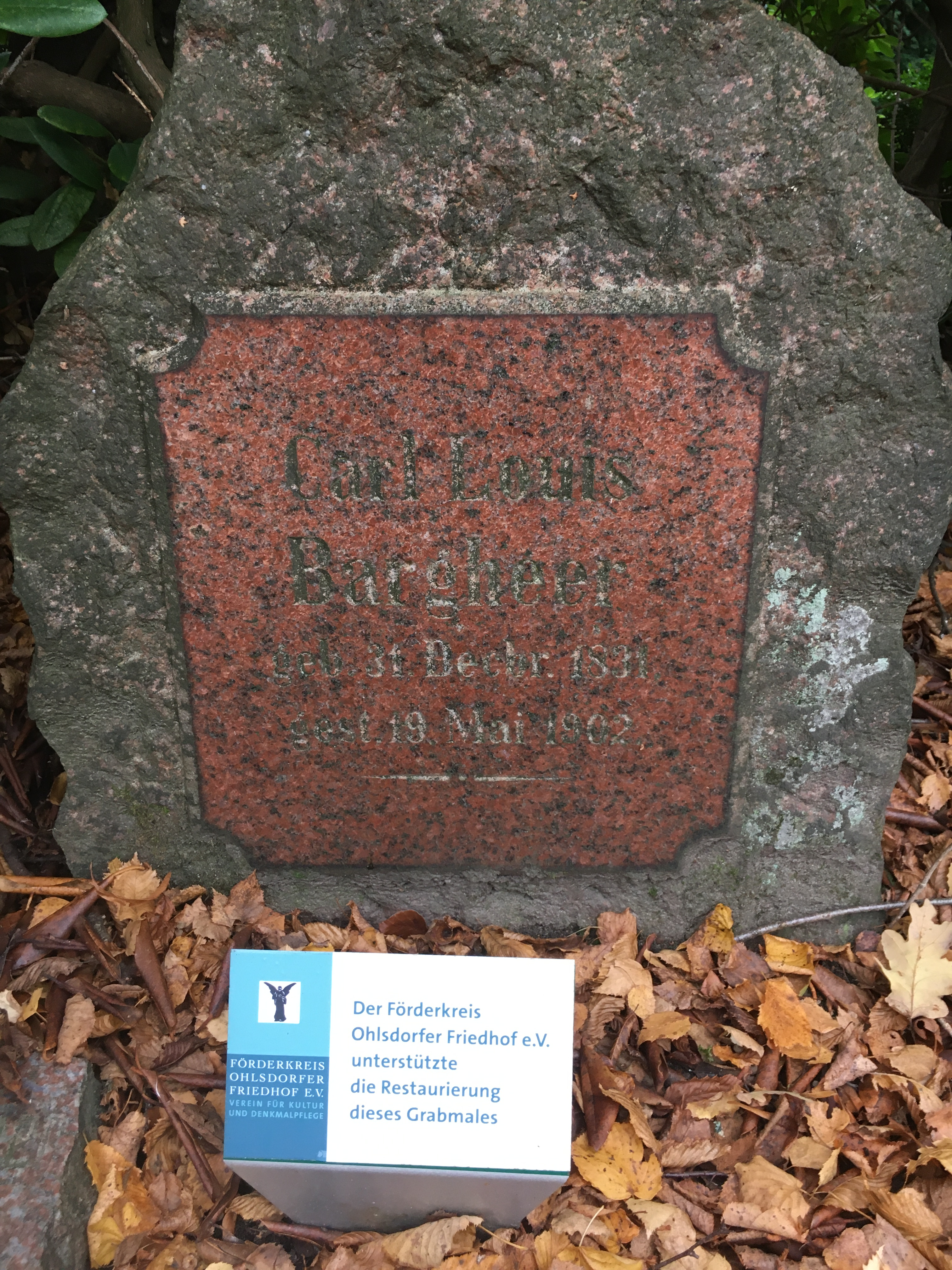
Grabstätte auf dem Friedhof Ohlsdorf

Bargheer wurde als Sohn des Bückeburger Klarinettisten und Mitglieds der fürstlichen Hofkapelle Christian Bargheer (* 5. Januar 1807, † 29. November 1880) und seiner Frau Sophie Bargheer geb. Becker geboren. Wie sein jüngerer Bruder (Gustav) Adolf (21. Oktober 1840, † 10. März 1901) erhielt er ersten Geigenunterricht bei seinem Vater, dann beim Bückeburger Konzertmeister Lüb(ec)ke. Schon mit 17 Jahren trat er als Sologeiger auf. Im August 1849 ging er zum Geigenunterricht nach Kassel zu Louis Spohr; außerdem erhielt er Kompositionsunterricht bei Otto Kraushaar.
Auf Empfehlung Spohrs erhielt er zum 1. Juli 1850 eine Anstellung als Hofmusiker an der Detmolder Fürstlichen Hofkapelle, zunächst mit einem Gehalt von 200 Rth. Fürst Leopold III. förderte Bargheer und finanzierte seine weitere Ausbildung, Geigenunterricht bei Ferdinand David in Leipzig 1851 und 1853, und Joseph Joachim in Hannover sowie weiterer Kompositionsunterricht bei Kraushaar in Kassel (1854). Mit Johannes Brahms verband Bargheer seit dessen Aufenthalt als Musiklehrer am Hof in Detmold in den Sommermonaten 1857 bis 1860 eine enge Freundschaft, ebenso mit Clara Schumann.
In den 1850er und 1860er Jahren entfaltet Bargheer, gefördert von seinem Fürsten, eine rege Konzertreisetätigkeit, die ihn bis nach England, Holland und Russland führte. 1856 wird er zum „Kammermusicus“, 1860 zum „Hofconcertmeister“ und 1862 nach Clemens August Kiels Entlassung zu dessen Nachfolger als Dirigent und Kapellmeister der fürstlichen Hofkapelle in Detmold ernannt; 1861 hatte er in Hamburg und Weimar Konzertmeisterstellen ausgeschlagen. In Detmold blieb Bargheer, bis die Hofkapelle 1876 nach dem Tod Leopolds III. von dessen Nachfolger Woldemar aufgelöst wurde.
1860 hatte er sich mit der Göttinger Arzttochter und Mezzo-Sopranistin Bertha Wagner (* 6. August 1838, † 8. November 1876) verlobt, die er im Juli 1861 heiratete. Das Paar bekam 3 Kinder. Bertha starb im November 1876, während die Familie ihren Lebensmittelpunkt nach Hamburg verlagerte; 1879 heiratete Bargheer Fanny Wöhler (* 10. April 1835, † 23. März 1907), eine Freundin seiner Frau und Tochter des Chemikers Friedrich Wöhler in Göttingen. In Hamburg wurde Bargheer Konzertmeister der Philharmonischen Gesellschaft (1876 bis 1888) und leitete ihre Kammermusikabende. Am Bernutschen Konservatorium in Hamburg unterrichtete er das Geigenspiel (1876–1887). In seinen letzten Lebensjahren soll er mehr komponiert haben als während seiner Virtuosen- und Dirigententätigkeit. Bargheer starb am 19. Mai 1902 in Hamburg und wurde auf dem Friedhof Ohlsdorf beigesetzt. Die Grabstätte liegt im Planquadrat X 8 östlich des Forums.

## Veröffentlichungen
- L. van Beethoven’s fünf letzte Quartette: für die Kammermusik-Abende ... analysirt / von C. Bargheer. Hamburg : Richter, 1883. IV, 56 S.
- Fiedellieder für Bariton, Violine und Klavier. Hrsg. von Kostadin Delinikolov ... Nach Texten von Theodor Storm. Erstausg. Stuttgart, Carus, 2012.